# Sumitrosis rosea
Sumitrosis rosea es una especie de insecto coleóptero de la familia Chrysomelidae.
Fue descrita científicamente en 1801 por Weber.